# نارانپاناوا دمباتاگولا
نارانپاناوا دمباتاگولا (به لاتین: Naranpanawa Dembatagolla) یک منطقهٔ مسکونی در سری‌لانکا است که در استان مرکزی (سری‌لانکا) واقع شده‌است.